# Todd Karns
Roscoe Todd Karns, född 19 januari 1921 i Hollywood, Kalifornien, död 5 februari 2000 i Ajijic, Jalisco, var en amerikansk skådespelare. Karns var son till skådespelaren Roscoe Karns. Han medverkade bland annat i filmer som Andy Hardys privatsekreterare (1941), Charmören Andy Hardy (1942), Livet är underbart (1946) och Stilla havets hjältar (1952).

## Filmografi i urval
- 1941 – Andy Hardys privatsekreterare
- 1942 – Charmören Andy Hardy
- 1942 – Örneskadern
- 1946 – Livet är underbart
- 1948 – Panik i paradiset
- 1949 – Mitt dåraktiga hjärta
- 1952 – Stilla havets hjältar
- 1953 – Anfall från Mars
- 1953 – Flygare i stridslinjen
- 1953 – Dragnet (TV-serie)
- 1953-1954 – Rocky King, Detective (TV-serie)
- 1954 – Myteriet på Caine